# Li Auto L7
Li Auto L7 (кит. 理想L7) — среднеразмерный люксовый кроссовер китайской компании Li Xiang, который был запущен в производство в 2023 году.

## Описание
Автомобиль Li Auto L7 впервые был представлен в сентябре 2022 года. По сути, это первый пятиместный кроссовер компании Li Xiang, но меньший по габаритам, чем Li Auto L9; по габаритам модель больше, чем Toyota Land Cruiser 300.
Имеет три экрана с диагональю 15,7 дюйма, 21 динамик и люксовое оснащение.
Планируется, что в Китае автомобиль предложат в комплектациях Air, Pro и Max по ценам от 47 210 до 55 960 долларов (в качестве «ориентира» был взят iPhone 14 Pro Max).

## Технические характеристики
Автомобиль Li Auto L7 оснащается 1,5-литровым турбодвигателем с подключаемым модулем мощностью 449 л. с. 
Запас хода составляет 1315 км по циклу NEDC.

## Галерея

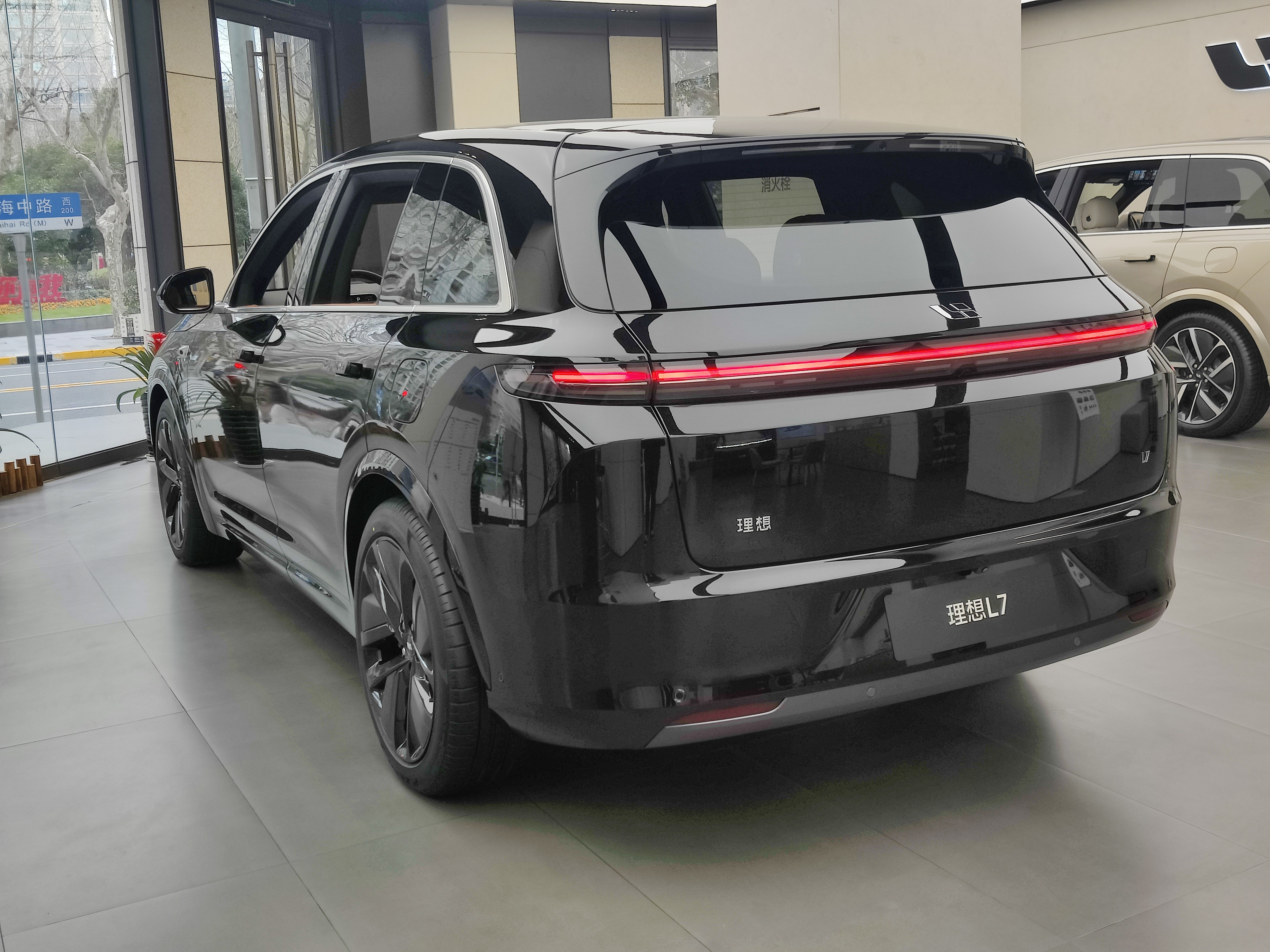
Вид сзади
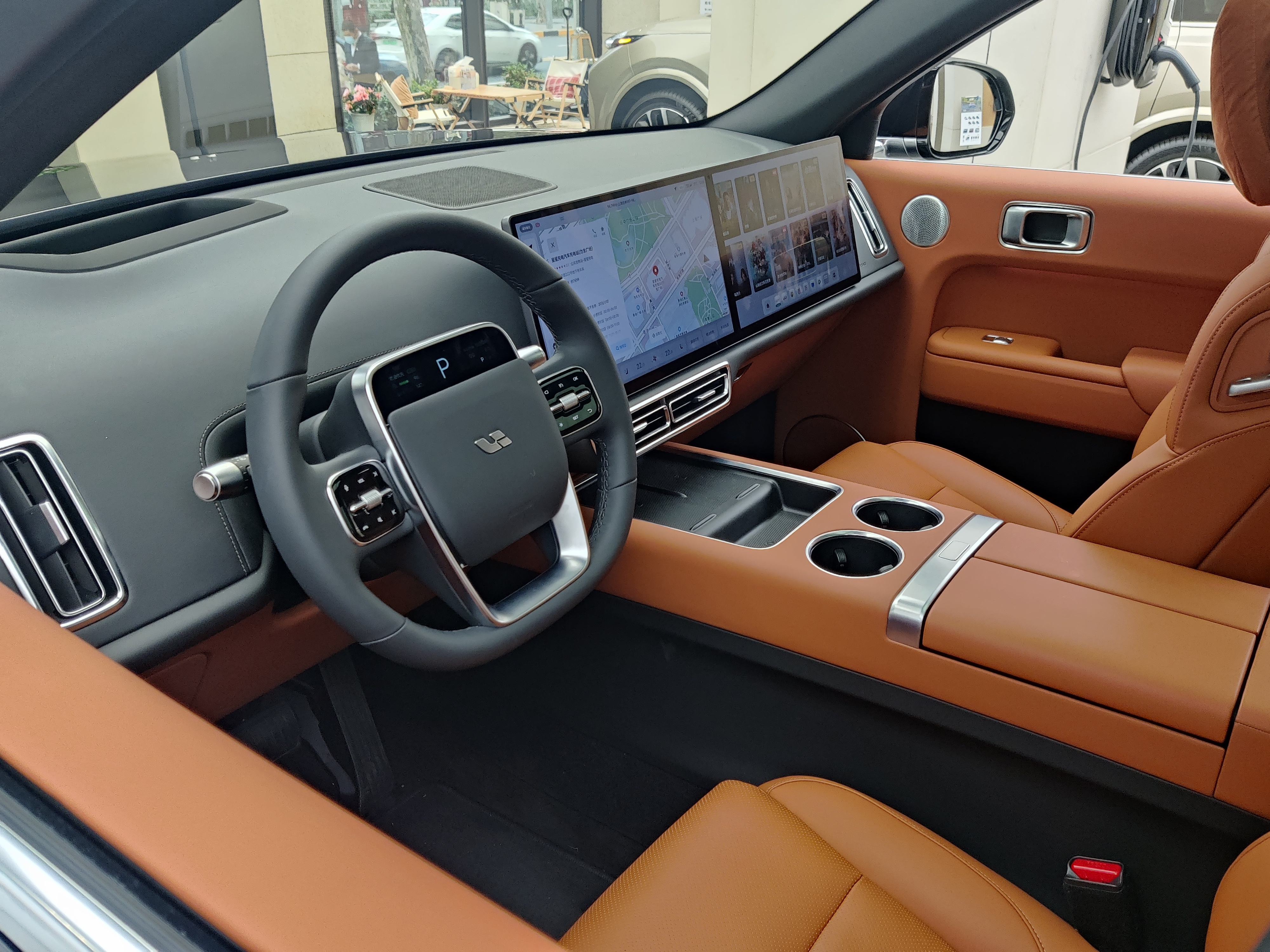
Интерьер